# シカゴ都市圏
シカゴ都市圏（シカゴとしけん、英: Chicago metropolitan area、あるいはシカゴランド、英: Chicagoland）は、アメリカ合衆国イリノイ州のシカゴ市を中核とする都市圏である。
この都市圏には数種の定義がある。アメリカ合衆国行政管理予算局の定義ではシカゴ・ジョリエット・ネイパービル大都市圏とされ、シカゴ都市圏企画機関の管轄下にある。都市圏人口は980万人を超えている。

## 定義

### 大都市統計地域
シカゴ大都市統計地域は当初1950年にアメリカ合衆国国勢調査局が指定した。イリノイ州のクック郡、デュページ郡、ケーン郡、レイク郡、ウィル郡、インディアナ州のレイク郡が含まれていた。その周辺郡の人口密度が増し、住民の多くがクック郡内で雇用されるようになったので、統計上はそれらが追加されるようになった。現在のシカゴ都市圏はシカゴ・ネイパービル・エルジン大都市統計地域とされており、2009年推計人口では 10,055,638 人で、国内第3位である。新興の五大湖メガロポリスの中では最大の都市圏である。2012年推計による都市圏人口は 9,522,434 人だった。
シカゴ都市圏は州境を境に3つに分けることもできる。すなわち、イリノイ州のシカゴ・ネイパービル・ジョリエット都市圏分区（シカゴ都市圏企画機関の範囲にほぼ一致）、インディアナ州のレイク郡とポーター郡および周辺2郡で構成されるゲーリー都市圏分区、さらにウィスコンシン州のレイク郡・ケノーシャ郡都市圏分区である。
2009年の推計人口を都市圏分区ごとに見ると次のようになる。各郡の括弧内が人口である。
| - シカゴ・ネイパービル・ジョリエット都市圏分区 (7,998,257) - クック郡 (5,287,037) - デカルブ郡 (107,333) - デュページ郡 (932,541) - グランディ郡 (48,421) - ケーン郡 (511,892) - ケンドール郡 (104,821) - マクヘンリー郡 (320,961) - ウィル郡 (685,251) | - ゲーリー都市圏分区 (709,265) - ジャスパー郡 (33,520) - レイク郡 (496,478) - ニュートン郡 (14,250) - ポーター郡 (165,017) - レイク郡・ケノーシャ郡都市圏分区 (877,949) - レイク郡 (イリノイ州) (712,567) - ケノーシャ郡 (ウィスコンシン州) (165,382) |

### 合同統計地域
行政管理予算局は合同統計地域という少し大きな地域も定義している。シカゴ・ネイパービル合同統計地域にはシカゴ都市圏、ミシガンシティ (インディアナ州)都市圏、およびカンカキー (イリノイ州)都市圏を合わせている。この定義は地域全体の労働力市場の範囲に相当している。この合同統計地域の2014年推計人口は1,000万人を超えている。

### 国際連合のシカゴ都市圏
国際連合の2011年版「世界都市圏の将来性」報告書によれば、シカゴ都市圏の人口は 9,545,000 人となっている。国際連合は都市圏に“urban agglomeration”という用語を宛てており、都市の人口密度レベルで連続的にある地域内に住む人口を表している。通常は都市人口に周辺地域の人口を足したものである。

### シカゴランド

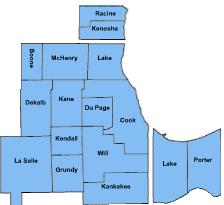
建設データ会社が定義したシカゴランド、州と郡の境を使っている

ウィスコンシン州、イリノイ州、インディアナ州の中でシカゴランドの位置

シカゴランドはシカゴ都市圏の非公式名称である。公式の定義は無く、大都市統計地域よりは大きく、合同統計地域の一部を含んでいることがある。
「シカゴ・トリビューン」の編集者かつ出版者であるロバート・R・マコーミックは通常、この言葉を一般に広めた者とされている。マコーミックによるシカゴランドの概念は近くにある4つの州（インディアナ州、ウィスコンシン州、ミシガン州、アイオワ州）まで広がっている。「シカゴ・トリビューン」で最初に使われたのは1926年7月27日であり、1面の大見出しで記者ジェイムズ・オドネル・ベネットによる「シカゴランドの聖地: 発見の旅」というものだった。ベネットに拠れば、シカゴランドは半径200マイル (320 km) で囲まれる全てを含み、地域の多くの場所について報告していた。「シカゴ・トリビューン」はシカゴ市の西に広がる広大な地域で広く読まれている新聞であり、その後背地は鉄道や商業的結びつきによって都市圏と密接に繋がれていた。
今日、「シカゴ・トリビューン」の使い方は、シカゴ市、クック郡の残り、イリノイ州の8郡（レイク、マクヘンリー、デュページ、ケーン、ケンドール、グランディ、ウィル、カンカキーの各郡）とインディアナ州の2郡（レイク郡とポーター郡）が含まれている。イリノイ州観光省は「シカゴランド」という言葉で、クック、レイク、デュページ、ケーン、ウィル各郡の郊外部を表しており、シカゴ市は別に扱っている。シカゴランド商工会議所は、クック、デュページ、ケーン、レイク、マクヘンリー、ウィル各郡の全域を定義している。
しかし、人が何について話すかによって異なる見解がある。例えば、遠い距離にある衛星郡にすむ住人の多くは、自らを「シカゴから」とか「シカゴ人」という発言をする。近年までデカルブ郡は地域に入っていないと見なされていたが、地域が成長し続けるにつれてシカゴ市の「遠い郊外」として定義されるのが普通になっている。
さらに建設データ会社の「シカゴと近辺」や、シカゴ自動車取引協会の「シカゴランドと北西インディアナ」のような会社のマーケティング計画では、広告宣伝の対照に都市圏そのものと、イリノイ州のラサール郡、ウィネベーゴ郡（ロックフォード）、ブーン郡、オーグル郡、インディアナ州のジャスパー郡、ニュートン郡、ラポート郡、さらにウィスコンシン州のケノーシャ郡、ラシーン郡、ウォルワース郡を含み、はるか北東のミシガン州バーリン郡まで入っている。この地域は推計人口5,400万人が住む五大湖メガロポリスの一部である。

### シカゴ都市圏企画機関
シカゴ都市圏企画機関は、イリノイ州内の管轄範囲内で交通インフラ、土地利用、長期経済開発計画を立案する州の機関である。計画対象地域は人口800万人以上であり、次の地域を含んでいる。
- クック郡
- デュページ郡
- ケーン郡
- ケンドール郡
- レイク郡
- マクヘンリー郡
- ウィル郡
- グランディ郡オサーブル郡区

## 地理
シカゴ市はシカゴ平原にあり、ほとんど起伏の無い平坦で広大な地域である。低い丘陵が僅かあり、砂の隆起部もある。シカゴ平原の北は険しい崖と谷がミシガン湖に沿って走っている。
シカゴ平原の南岸に沿って、砂丘が湖岸に走っている。高さのある砂丘では200フィート (60 m) 近くに達し、インディアナ砂丘国定湖岸に見られる。この低い平原を囲むのが、南部と西部の郊外にあるモレーンの帯である。これらの地域はシカゴ平原よりも高く、丘陵が多い。ミシシッピ川流域と、五大湖やセントローレンス川の流域を分ける大陸分水界がシカゴ地域を通っている。

## 人口動態

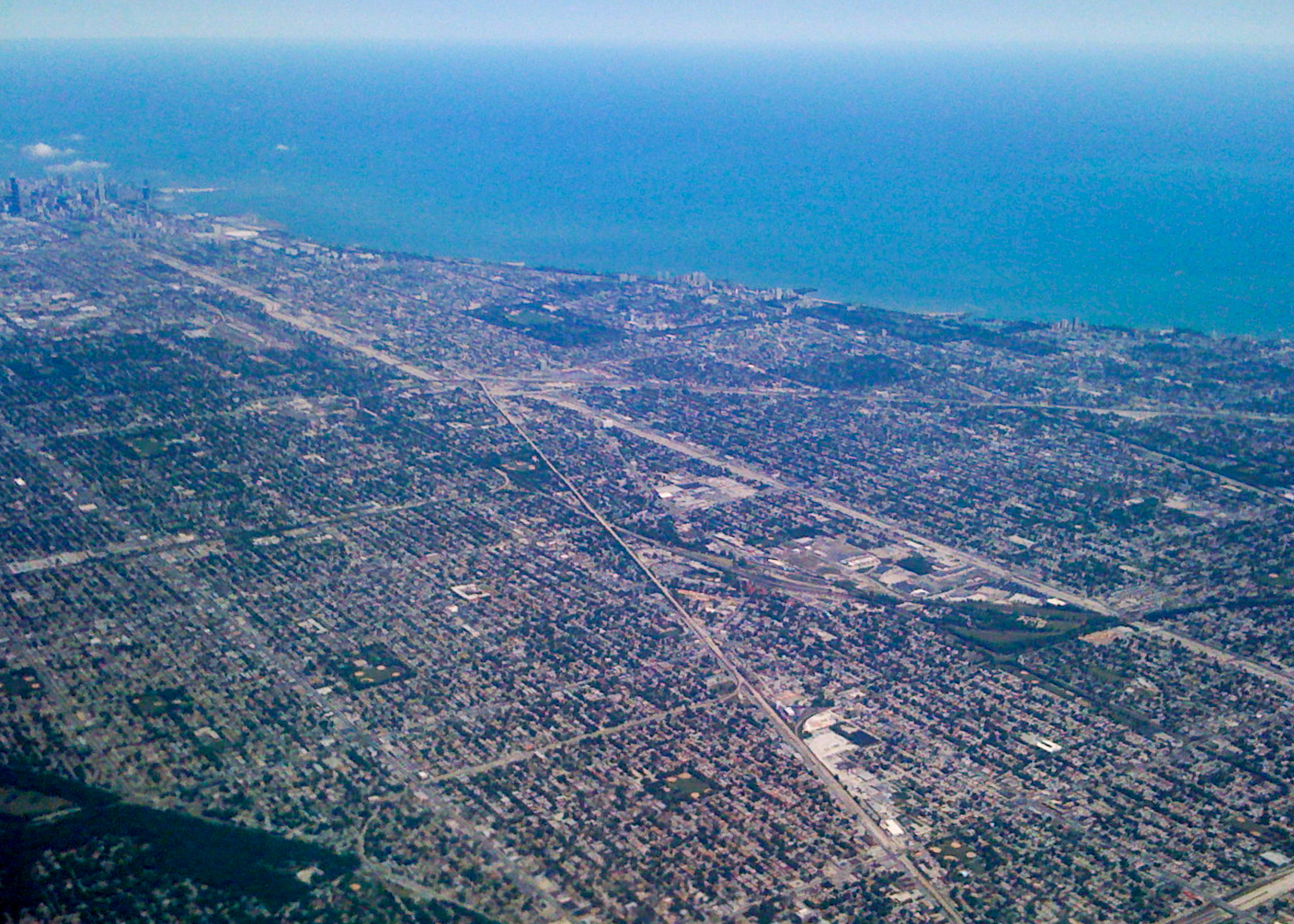
シカゴ市南部、ミシガン湖沿いの人口密度が高いところ、中心街は左奥

容易に併合できる平地にある郊外部は1960年代初期から爆発的な勢いで拡大してきた。オーロラ、エルジン、ジョリエット、ネイパービル各市はブームバーブと呼ばれた4都市であり、これに匹敵するようなものはサンベルト、西海岸、山岳州に見られただけだった。また準郊外のケンドール郡は、2000年から2007年の間で、国内の人口1万人以上の郡の中で人口成長率が高い郡に位置づけられた。
シカゴ都市圏の居住パターンは元々の市内のパターンを踏襲する傾向にある。ミシガン湖岸に沿った北部郊外は比較的裕福であり、南部郊外のシカゴ・サウスランドと呼ばれる地域はそれほどでなく、低い収入中央値と低い生活費が特徴である。しかし、これにも例外はある。シカゴ市のウェストサイドは市内でも最貧部であるのに対し、西部と北西部の郊外に多くの裕福な地区がある。2000年国勢調査に拠れば、デュページ郡の世帯当たり収入中央値がアメリカ合衆国中西部の郡で最も高い。
同じく2000年国勢調査での貧困率はマクヘンリー郡で 3.70%、デュページ郡で 5.9%、ウィル郡で 6.7%、レイク郡で 6.9%、ケーン郡で 7.4%、クック郡で 14.5%となっていた。
キーティングは歴史を深読みして（2004年と2005年）、1900年までにあった233の町がシカゴ都市圏の郊外部あるいは市内の地区になったことを調べた。これらの　町は農業の中心だったもの41%、工業町だったもの30%、住宅と鉄道の郊外だったもの15%、レクリエーションと教育の中心だったもの13%となっている。異なるタイプの町の間の関係は時として異論も多いが、高校の建設など共同事業も行われてきた。

## 人口
シカゴ都市圏が成長するにつれて、より多くの郡がその一部あるいは全部を取り入れられてきた。
| Census Area                                                                  |            | 2020年 国勢調査 | 2010年 国勢調査 | 2000年 国勢調査 | 1990年 国勢調査 | 1980年 国勢調査 | 1970年 国勢調査 | 1960年 国勢調査 | 1950年 国勢調査 |
| ---------------------------------------------------------------------------- | ---------- | --------------- | --------------- | --------------- | --------------- | --------------- | --------------- | --------------- | --------------- |
| シカゴ- ネイパービル- エルジン（イリノイ州-インディアナ州-ウィスコンシン州） | 大都市圏   | 9,618,502       | 9,461,105       | 9,098,316       | 8,065,633       | 7,869,542       | 7,612,314       | 6,794,461       | 5,495,364       |
| イリノイ州クック郡                                                           | 大都市圏   | 5,275,541       | 5,194,675       | 5,376,741       | 5,105,067       | 5,253,655       | 5,492,369       | 5,129,725       | 4,508,792       |
| イリノイ州デカルブ郡                                                         | 大都市圏   | 100,420         | 105,160         | 88,969          | 77,932          | 74,624          | 71,654          | 51,714          | 40,781          |
| イリノイ州デュページ郡                                                       | 大都市圏   | 932,877         | 916,924         | 904,161         | 781,666         | 658,835         | 491,882         | 313,459         | 154,599         |
| イリノイ州グランディ郡                                                       | 大都市圏   | 52,533          | 50,063          | 37,535          | 32,337          | 30,582          | 26,535          | 22,350          | 19,217          |
| イリノイ州ケーン郡                                                           | 大都市圏   | 516,522         | 515,269         | 404,119         | 317,471         | 278,405         | 251,005         | 208,246         | 150,388         |
| イリノイ州ケンドール郡                                                       | 大都市圏   | 131,869         | 114,736         | 54,544          | 39,413          | 37,202          | 26,374          | 17,540          | 12,115          |
| イリノイ州マクヘンリー郡                                                     | 大都市圏   | 310,229         | 308,760         | 260,077         | 183,241         | 147,897         | 111,555         | 84,210          | 50,656          |
| イリノイ州ウィル郡                                                           | 大都市圏   | 696,355         | 677,560         | 502,266         | 357,313         | 324,460         | 249,498         | 191,617         | 134,336         |
| インディアナ州ジャスパー郡                                                   | 大都市圏   | 32,918          | 33,478          | 30,043          | 24,960          | 26,138          | 20,429          | 18,842          | 17,031          |
| インディアナ州レイク郡                                                       | 大都市圏   | 498,700         | 496,005         | 484,564         | 475,594         | 522,965         | 546,253         | 513,269         | 368,152         |
| インディアナ州ニュートン郡                                                   | 大都市圏   | 13,830          | 14,244          | 14,566          | 13,551          | 14,844          | 11,606          | 11,502          | 11,006          |
| インディアナ州ポーター郡                                                     | 大都市圏   | 173,215         | 164,343         | 146,798         | 128,932         | 119,816         | 87,114          | 60,279          | 40,076          |
| イリノイ州レイク郡                                                           | 大都市圏   | 714,342         | 703,462         | 644,356         | 516,418         | 440,372         | 382,638         | 293,656         | 179,097         |
| ウィスコンシン州ケノーシャ郡                                                 | 大都市圏   | 169,151         | 166,426         | 149,577         | 128,181         | 123,137         | 117,917         | 100,615         | 75,238          |
| イリノイ州カンカキー郡                                                       | 広域都市圏 | 107,502         | 113,449         | 103,833         | 96,255          | 102,926         | 97,250          | 92,063          | 73,524          |
| イリノイ州ラサール郡                                                         | 広域都市圏 | 109,658         | 113,924         | 111,509         | 106,913         | 112,003         | 111,409         | 110,800         | 100,610         |
| イリノイ州ビュロー郡                                                         | 広域都市圏 | 33,244          | 34,978          | 35,503          | 35,688          | 39,114          | 38,541          | 37,594          | 37,711          |
| イリノイ州パットナム郡                                                       | 広域都市圏 | 5,637           | 6,006           | 6,086           | 5,730           | 6,085           | 5,007           | 4,570           | 4,746           |
| インディアナ州ラポート郡                                                     | 広域都市圏 | 112,417         | 111,467         | 110,106         | 107,066         | 108,632         | 105,342         | 95,111          | 76,808          |
| シカゴ- ネイパービル（イリノイ州-インディアナ州-ウィスコンシン州）           | 広域都市圏 | 9,986,960       | 9,686,021       | 9,312,255       | 8,385,397       | 8,264,490       | 8,089,421       | 7,204,198       | 5,911,816       |

灰色着色部の郡はその国勢調査で大都市圏に入っていなかった。広域都市圏の合計はそれら郡がシカゴ広域都市圏に当時入っていたかいなかったかに関わりなく上記の合計である。

### 主要な自治体
特記以外の都市はイリノイ州

#### 人口100万人以上
- シカゴ (2,746,388 市域内のみ)

#### 人口10万人以上
- オーロラ
- エルジン
- ジョリエット
- ケノーシャ（ウィスコンシン州）
- ネイパービル

#### 人口5万人以上
- アーリントンハイツ
- バーウィン
- ボーリングブルック
- シセロ
- デスプレインズ
- エバンストン
- ゲーリー（インディアナ州）
- ハモンド（インディアナ州）
- ホフマンエステイツ
- マウントプロスペクト
- オークローン
- オークパーク
- オーランドパーク
- パラタイン
- シャンバーグ
- スコーキー
- ティンリーパーク
- ウォキーガン
- ウィートン

### シカゴ広域都市圏の都心部
シカゴ広域都市圏の16郡境界内にはシカゴ都心部の他に27の小さな都心部がある。下表の最小距離は都心部とシカゴ都心部の最短距離を示す。

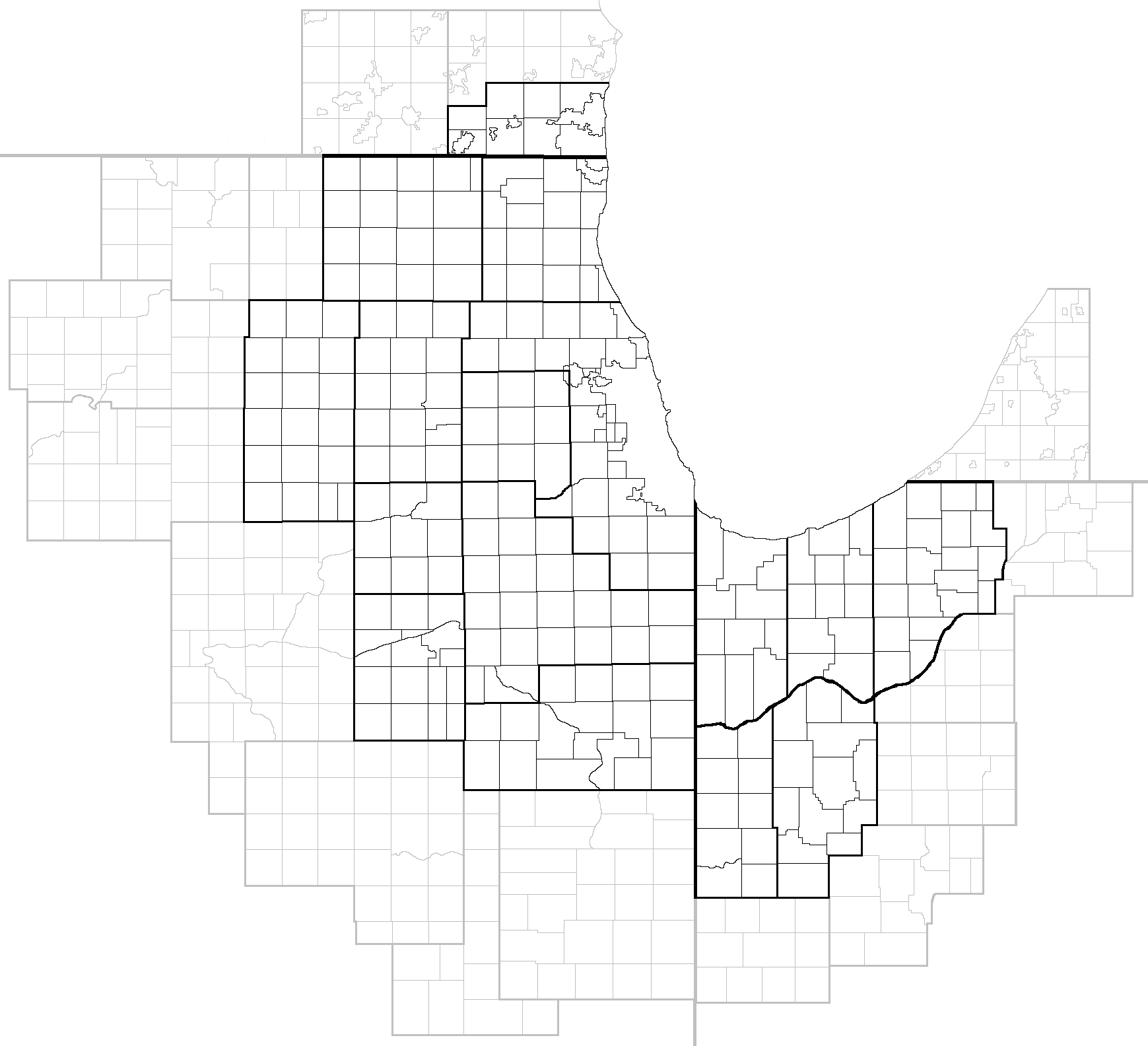
シカゴ広域都市圏16郡（黒）とそれに接する16郡（灰）。イリノイ州とインディアナ州では郡区が郡と自治体の中間体であり、ミシガン州とウィスコンシン州では郡区が自治体相当である

| 順位 | 都心部                                                 | タイプ | 人口 (2000年国勢調査) | 面積 (km2) | 最小距離 (km) |
| ---- | ------------------------------------------------------ | ------ | --------------------- | ---------- | ------------- |
| 1    | シカゴ・オーロラ・エルジン・ジョリエット・ウォーキガン | UA     | 8,307,904             | 5,498.1    | n/a           |
| 2    | ラウンドレイクビーチ・マクヘンリー・グレイズレイク^ †  | UA     | 226,848               | 344.9      | 2             |
| 3    | ケノーシャ †                                           | UA     | 110,942               | 109.2      | 1             |
| 4    | ミシガンシティ・ラポート^^ †                           | UA     | 66,199                | 86.1       | 3             |
| 5    | カンカキー・ブラッドリー・ブルボネ                     | UA     | 65,073                | 71.5       | >10           |
| 6    | デカルブ・シカモア                                     | UA     | 55,805                | 46.3       | >10           |
| 7    | ウッドストック †                                       | UC     | 20,219                | 21.1       | 4             |
| 8    | モリス                                                 | UC     | 13,927                | 19.3       | >10           |
| 9    | サンドウィッチ^^^                                      | UC     | 12,248                | 23.9       | >10           |
| 10   | ブレイドウッド・コールシティ                           | UC     | 11,607                | 19.5       | >10           |
| 11   | ハーバード                                             | UC     | 8,575                 | 13.3       | >10           |
| 12   | レイクス・オブ・ザ・フォーシーズンズ †                 | UC     | 8,450                 | 12.5       | 4             |
| 13   | ローウェル                                             | UC     | 7,914                 | 15.8       | >10           |
| 14   | ウィルミントン                                         | UC     | 7,107                 | 20.8       | >10           |
| 15   | マニーノー                                             | UC     | 7,106                 | 9.4        | >10           |
| 16   | マレンゴ                                               | UC     | 6,854                 | 8.6        | >10           |
| 17   | レンセラー                                             | UC     | 6,096                 | 10.9       | >10           |
| 18   | プラノ †                                               | UC     | 5,911                 | 6.5        | 3             |
| 19   | ジェノア                                               | UC     | 5,137                 | 5.5        | >10           |
| 20   | ジェノアシティ^^^^ †                                   | UC     | 5,126                 | 12.5       | >10           |
| 21   | ウェストビル                                           | UC     | 5,077                 | 4.4        | >10           |
| 22   | ヘブロン                                               | UC     | 4,150                 | 11.7       | >10           |
| 23   | モメンス                                               | UC     | 3,711                 | 9.7        | >10           |
| 24   | ピオトーン †                                           | UC     | 3,358                 | 3.5        | 9             |
| 25   | ワンダーレイク †                                       | UC     | 2,798                 | 2.0        | 5             |
| 26   | モニー †                                               | UC     | 2,787                 | 3.7        | 3             |
| 27   | ポーター郡ユニオン郡区 †                               | UC     | 2,593                 | 4.9        | 1             |
| 28   | ハンプシャー †                                         | UC     | 2,591                 | 2.0        | 6             |

以前は別の都心部だったオーロラ・エルジン・ジョリエット・ウォーキガンは2000年時点でシカゴ都市圏に吸収された。
UA: 都心部
UC: 都市化部
† これら都心部は2010年国勢調査でシカゴ都心部に吸収されると予測できる
^ ラウンドレイクビーチ・マクヘンリー・グレイズレイクはウォルワース郡に広がっている。この郡はミルウォーキー広域都市圏に入る
^^ ミシガンシティ・ラポートはミシガン州バーリン郡に広がっている。この郡は当座シカゴ都市圏外である
^^^ サンドウィッチはラサール郡に広がっている。この郡は当座シカゴ都市圏外である
^^^^ ジェノアシティはウォルワース郡に広がっている。この郡はミルウォーキー広域都市圏に入る

## 経済

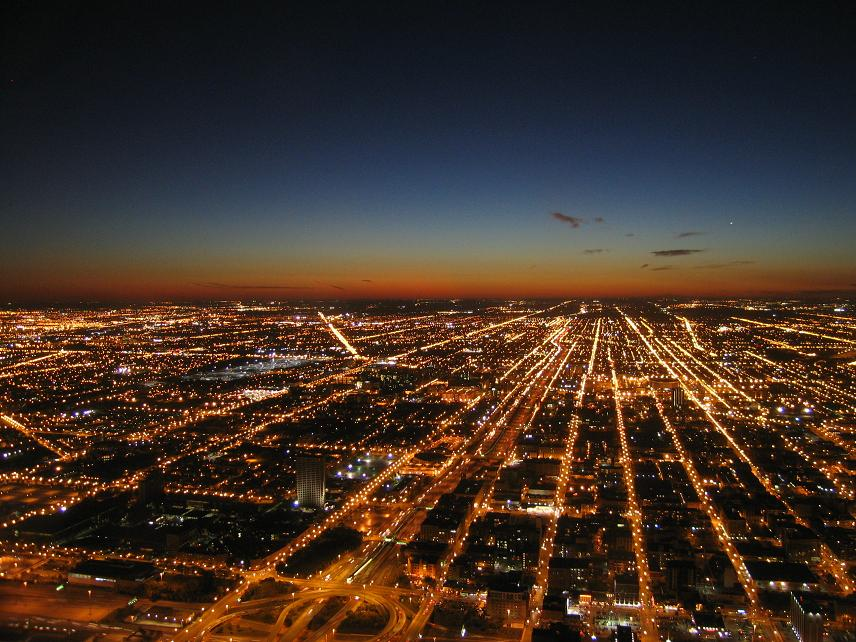
ウィリスタワーから西を望む

シカゴ都市圏にはフォーチュン1000に入る57社の本社があり、その中にはボーイング、マクドナルド、モトローラ、ディスカバー・フィナンシャル・サービシーズ、ユナイテッド・コンティネンタル・ホールディングス、ウォルグリーン、エーオンが入っており、様々な産業分野の代表格である。この地域は世界でも金融の一大中心であり、世界最大の先物為替取扱者CMEグループ（シカゴ・マーカンタイル取引所）がある。2008年3月、シカゴ・マーカンタイル取引所はニューヨーク・マーカンタイル取引所と先物取引所の親会社であるNYMEXホールディングスの買収を発表した。この買収は2008年8月に完了した。
シカゴに数世代にわたって重要なインフラの役目を果たしたのがユニオン・ストックヤードであり、1865年から1971年まで数百万頭に上る牛と豚を屠殺し、牛肉・豚肉を生産してきた。
一方でかなりの量の通信装置、電子装置、鉄鋼、原油派生品、自動車、工業資本財を生産してきた。
2000年代初期までにイリノイ州の経済は、金融取引、高等教育、物流、医療など高付加価値サービス業に依存する方向に動いてきた。ある場合には、これらサービス業が以前のイリノイ州経済に関連したものがあった場合もある。例えば地球規模の金融派生商品を扱うシカゴ商品取引所は、農産物の先物取引としてその役目が始まった。
2007年、シカゴ都市圏は新設および拡張された会社組織の数で国内第1位になった。2008年にはヒューストン・シュガーランド・ベイタウン都市圏とダラス・フォートワース都市圏に次いで第3位、2009年にはニューヨーク都市圏に次いで第2位だった。
「ウォール・ストリート・ジャーナル」は2006年11月にシカゴ地域の経済を「シカゴは繰り返し自己改革して生き残って来た」とコメントした。

## 交通

### 主要空港
- シカゴ・オヘア国際空港 (ORD)
- シカゴ・ミッドウェー国際空港 (MDW)
- ジェネラル・ミッチェル国際空港 (MKE)
- ゲーリー・シカゴ国際空港 (GYY)
- シカゴ・ロックフォード国際空港 (RFD)、隣接するロックフォード都市圏内にある

### 商業港
- シカゴ港

### 鉄道と公共輸送
- シカゴ交通局のシカゴ・Lと呼ばれる高架鉄道がシカゴ市と近郷で運行されている
- ペイス郊外バスがバス便と地域相乗り、補助的交通機関、ライドマッチングを運行している
- メトラ: 北東イリノイ地域通勤鉄道
  - クック郡南部とウィル郡で4路線
  - クック郡西部とデュページ郡、ケーン郡で3路線
  - クック郡北西部とマクヘンリー郡で1路線
  - クック郡北部とレイク郡で3路線、1路線はケノーシャまで延伸中
- サウスショアー線、メトラと軌道を共有し、インディアナ州ゲーリー、ミシガンシティからサウスベンドを繋ぐ
- アムトラック、シカゴユニオン駅を全国的な旅客列車のハブ駅としている。メトラやシカゴ・Lとも接続する

### 主要高規格道路

#### 州間高速道路
- 州間高速道路55号線、アドレー・スティーブンソン・イクスプレスウェイ
- 州間高速道路355号線、退役兵記念有料道路、元はノース・サウス有料道路
- 州間高速道路57号線、非公式にはダン・ライアン・イクスプレスウェイの「西枝線」
- 州間高速道路65号線
- 州間高速道路80号線、公式にはボーマン・イクスプレスウェイ、3州有料道路、非公式にモリーン・イクスプレスウェイ
- 州間高速道路88号線、ロナルド・レーガン記念有料道路、元イースト・ウェスト有料道路
- 州間高速道路90号線、地元ではジェーン・アダムズ有料道路、元ノースウェスト有料道路、ジョン・F・ケネディ・イクスプレスウェイ、ダン・ライアン・イクスプレスウェイ、シカゴ・スカイウェイ有料橋
- 州間高速道路190号線、ジョン・F・ケネディ・イクスプレスウェイ枝線、シカゴ・オヘア国際空港に向かう
- 州間高速道路290号線、ドワイト・アイゼンハワー・イクスプレスウェイ
- 州間高速道路94号線、レイク郡で3州有料道路、イーデンズ枝線、イーデンズ・イクスプレスウェイ、ジョン・F・ケネディ・イクスプレスウェイ、ダン・ライアン・イクスプレスウェイ、ビショップ・フォード・フリーウェイ（元カルメット・イクスプレスウェイ）、ボーマン・イクスプレスウェイ
- 州間高速道路294号線、3州有料道路

#### その他の幹線道
- アメリカ国道では6号線、12号線、14号線、20号線、30号線、34号線、41号線、45号線、52号線が通っている
- イリノイ州道では、53号線が南北方向の幹線道であり、グランディ郡、ウィル郡、デュページ郡、クック郡、レイク郡を通る
- アメリカ国道66号線の東端がシカゴ市内にある。

#### 主要回廊
シカゴ・ループに加えて、商業活動に重要な小地域回廊が幾つかある。
- イリノイ技術研究回廊、州間高速道路88号線（ロナルド・レーガン記念有料道路沿い）
- ゴールデン回廊、州間高速道路90号線（ジェーン・アダムズ有料道路沿い）

## 文化

### スポーツ
以下はシカゴ都市圏を本拠地にするプロスポーツのチームである。
- NBA
  - シカゴ・ブルズ
- WNBA
  - シカゴ・スカイ
- メジャーリーグベースボール (MLB)
  - シカゴ・カブス
  - シカゴ・ホワイトソックス
- ナショナル・プロ・ファストピッチ (NPF、ソフトボール)
  - シカゴ・バンディッツ
- マイナーリーグ (MiLB)
  - ケーンカウンティ・クーガーズ
- NFL
  - シカゴ・ベアーズ
- NHL
  - シカゴ・ブラックホークス
- アメリカン・ホッケー・リーグ (AHL)
  - シカゴ・ウルブス
- アッパー半島ダリーン・ホッケー・リーグ (UPDHL)
  - サドン・インパクト・ホッケー・クラブ
- メジャーリーグサッカー (MLS)
  - シカゴ・ファイアー
- アリーナフットボール (AFL)
  - シカゴ・ラッシュ

オーバルトラックのシカゴランド・スピードウェイではNASCARのスプリントカップ・シリーズとインディカー・シリーズを開催している
シカゴ・マラソンはワールドマラソンメジャーズの1つである

### 料理
- シカゴ風ホットドッグ
- シカゴ風ピザ
- イタリアンビーフ
- マクスウェル・ストリート・ポリッシュ

### メディア
「シカゴ・トリビューン」と「シカゴ・サンタイムズ」が二大新聞である。テレビは全国ネットの系列局が揃っている。

## 教育
シカゴ市の公共教育はシカゴ公共教育学区が担当している。